# 마르크 플레컨
마르크 플레컨(네덜란드어: Mark Flekken, 1993년 6월 13일 ~)은 네덜란드의 축구 선수로, 현재 독일 분데스리가의 바이어 레버쿠젠 소속이다. 포지션은 골키퍼이다.